# Wilhelm Wackernagel
Karl Heinrich Wilhelm Wackernagel (født 23. april 1806 i Berlin, død 21. december 1869 i Basel) var en tysk germanist og digter. Han var bror til Philipp Wackernagel og far til Jacob Wackernagel.
Wackernagel, der var elev af Karl Lachmann, blev 1835 professor i tysk litteratur ved universitetet i Basel. Han var digterisk begavet (Gedichte eines fahrenden Schillers, 1828, Weinbüchlein, 1845) og en dygtig litteraturforsker og filolog. Mest betydning havde han som udgiver af oldfranske og oldtyske tekster og af en stor, skønsomt udvalgt Deutsches Lesebuch (1845 ff), samt ved en navnlig bibliografisk fremragende tysk litteraturhistorie indtil 
Trediveårskrigen (2. udgave ved Ernst Martin 1879).